# Istruzione in Italia
L'istruzione in Italia è regolata dal Ministero dell'istruzione, con modalità diverse a seconda della forma giuridica (scuole pubbliche, scuole paritarie, scuole private). La formazione professionale dipende invece dalle Regioni.
L'obbligo scolastico dura 10 anni e riguarda la fascia di età compresa tra 6 e 16 anni.

## Modalità di iscrizione e struttura degli studi

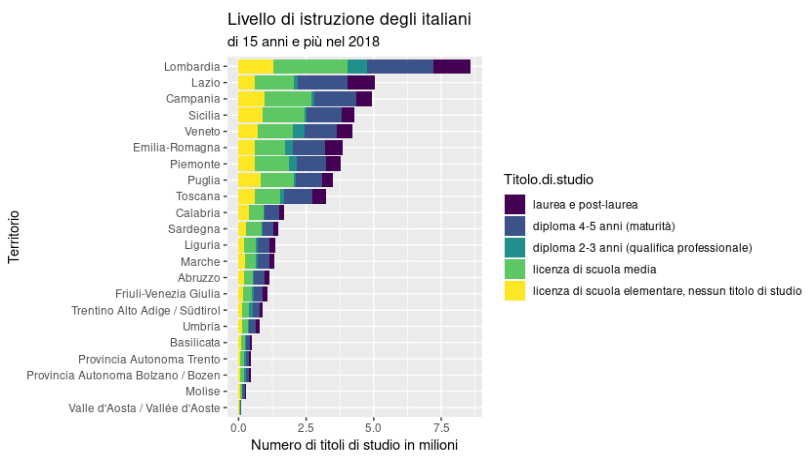
Livello di istruzione in Italia nel 2018, dalla banca dati ISTAT

Ai sensi del Il decreto legge del 6 luglio 2012, n. 95, convertito con modificazioni dalla legge 7 agosto 2012 n. 135, a decorrere dall'anno scolastico 2012/2013, l'iscrizione agli istituti scolastici statali (per l'adempimento dell'obbligo  scolastico) avviene esclusivamente con modalità informatiche on line tramite apposita piattaforma, mentre per le scuole paritarie l'adesione a tale sistema è facoltativo. Per le università statali pubbliche la decorrenza di tale modalità è stata stabilita dall'anno accademico 2011/2012, mentre le università private e telematiche, possono prevedere tale modalità.
L'ordinamento italiano prevede diversi livelli di studio:
- Servizi sociali a carattere educativi (che non rientrano propriamente nel ciclo di istruzione primaria, ma partecipano, per continuità educativa, alla realizzazione degli obiettivi di istruzione nell'infanzia):
  - nido d'infanzia[7] (dai 3 mesi ai 3 anni di età, non obbligatorio);
  - sezione primavera[8] annessa a nidi d'infanzia o a scuole dell'infanzia (servizio a sperimentazione regionale; dai 2 ai 3 anni di età, non obbligatoria).
- Scuola dell'infanzia (dai 3 ai 6 anni di età, non obbligatoria).
- Scuola primaria (dai 6 agli 11 anni di età, obbligatoria).
- Scuola secondaria di primo grado (dagli 11 ai 14 anni di età, obbligatoria).
- Scuola secondaria di secondo grado (obbligatoria fino ai 16 anni di età).
- Istituti di alta formazione artistica, musicale e coreutica
- Università

Per la raccolta e gestione i dati riguardanti la rete scolastica, funzionamento e organizzazione dell'offerta formativa, informazioni finanziarie e contabili nonché gli alunni iscritti presso gli istituti scolastici italiani - pubblici e privati a partire dalla scuola dell'infanzia - il ministero dell'istruzione si avvale di un apposito servizio denominato SIDI (Sistema Informativo Dell’Istruzione) in cui sono disponibili le applicazioni  per le segreterie scolastiche e gli uffici dell’amministrazione centrale e periferica del dicastero dell'istruzione competente, utilizzate per acquisire, verificare e gestire i dati raccolti ed elaborati da esso. Il servizio consente inoltre l'accesso all'Anagrafe nazionale degli studenti e dei laureati, relativamente ai cicli di istruzione della scuola dell'obbligo in Italia.

### Cicli d'istruzione scolastica
Nell'ordinamento italiano il sistema scolastico si struttura, dopo la scuola dell'infanzia (servizio di istruzione non obbligatorio), in due cicli di istruzione, così come di seguito illustrato:
- Scuole dell’infanzia (già scuola materna), della durata triennale e aperta, senza obbligatorietà, a tutti i bambini italiani e stranieri che abbiano un'età compresa fra i tre e i cinque anni compiuti entro il 31 dicembre.
- Scuole del primo ciclo di istruzione:
  - scuola primaria (già scuola elementare), della durata di cinque anni, obbligatoria per tutti i giovani che abbiano compiuto sei anni di età entro il 31 dicembre;
  - scuola secondaria di primo grado (già scuola media inferiore), della durata di tre anni, obbligatoria per tutti i giovani che abbiano concluso il percorso della scuola primaria.

Il primo ciclo di istruzione si conclude con un esame, il cui superamento costituisce titolo di accesso al secondo ciclo di istruzione.
- Scuole del secondo ciclo di istruzione:
  - Scuola secondaria di secondo grado (scuola media superiore), percorso di studio della durata di cinque anni che si articola in: 
    - Licei, articolati in due bienni e in un anno conclusivo;
    - Istituti tecnici, articolati in due bienni e in un anno conclusivo;
    - Istituti professionali, articolati in un biennio e in tre anni successivi.

Al termine dell'ultimo anno è previsto un esame di Stato conclusivo del secondo ciclo di istruzione, che consente il proseguimento degli studi presso le università e gli istituti di alta formazione artistica, musicale e coreutica (AFAM).

## Educazione d'infanzia
L'educazione della prima infanzia, considerata istruzione prescolastica in quanto partecipe, per continuità educativa, alla realizzazione degli obiettivi di istruzione nell'infanzia, non è obbligatoria, è rappresentata dai nidi d'infanzia per bambini dai 3 mesi ai 3 anni ed è caratterizzata dalla socializzazione e dal gioco. Per i bambini dai 2 ai 3 anni c'è la possibilità anche di frequentare le sezioni primavera, grado preparatorio alla scuola d'infanzia.

### Educazione nella prima infanzia
L'asilo nido o nido d'infanzia, "nel quadro di una politica per la famiglia, costituisce un servizio sociale di interesse pubblico" di assistenza e educazione all'infanzia. In Italia, pur non rientrando nel sistema di istruzione nazionale, si può dire che partecipa agli obiettivi del primo ciclo di istruzione, per l'assolvimento delle funzioni educative-formative, seppure mira prioritariamente a "garantire, in un completo sistema di sicurezza sociale, lo sviluppo cognitivo, affettivo, personale e sociale del bambino, dandogli, nel contempo, una preventiva assistenza igienico-sanitaria e psico-pedagogica".
Il personale dirigente e educativo (o di assistenza) che opera in questo servizio per l'infanzia è qualificato, a seguito di una formazione a carattere tecnico-professionale superiore o universitaria, per l'assistenza igienico-sanitaria e psico-pedagogica del bambino.
Le figure professionali che operano in Italia negli asili nido sono individuate dalle Regioni, i titoli professionali maggiormente richiesti sono i diplomi di Stato di dirigente o assistente di comunità infantile, che costituiscono "titolo di preferenza per l'assegnazione a posti di servizio presso asili nido ed ogni altra istituzione di assistenza alla infanzia", il diploma di Stato di tecnico dei servizi socio-sanitari e socio-psicopedagogico, la licenza magistrale e di puericultore (fino ad esaurimento) e le lauree afferenti alle scienze e tecniche psicologiche, dell'educazione e della formazione, talvolta anche dei servizi sociali.

### Sezioni primavera annesse agli asili nido o alle scuole dell'infanzia
In Italia, con il concorso dello Stato, della Regione e degli Enti locali, l’offerta educativa degli asili nido e formativa delle scuole dell'infanzia è stata ampliata, in via sperimentale a livello locale, da un servizio socio-educativo per bambini di età compresa tra i 2 e i 3 anni denominato "sezione primavera". Tale servizio sperimentale è integrativo delle scuole dell’infanzia pubbliche e paritarie o degli asili nido comunali e privati, concorre a fornire una risposta alla domanda delle famiglie per servizi della prima infanzia, diffondendo una cultura attenta ai bisogni e alle potenzialità dei bambini da zero a sei anni, in coerenza con il principio della continuità educativa. Nelle sezioni primavera operano insegnanti e/o educatori in possesso dei titoli di studio per l’esercizio dell’attività professionale all’interno dei rispettivi servizi di appartenenza: scuola dell’infanzia o asilo nido.

## Istruzione scolastica e Università

### Istruzione d'infanzia
La scuola dell'infanzia è un'istituzione scolastica a frequentazione non obbligatoria, caratterizzata da gioco, istruzione e convivenza con i compagni. In Italia era precedentemente nota come scuola materna, sino all'introduzione della riforma Moratti nel 2003. Con la riforma Gelmini è possibile iscrivere i bambini di due anni e mezzo, mentre il precedente prerequisito erano i tre anni. La durata media è di tre anni:
- sezione "piccoli" (primo anno)
- sezione "medi" o "mezzani" (secondo anno)
- sezione "grandi" (terzo anno)

### Istruzione primaria

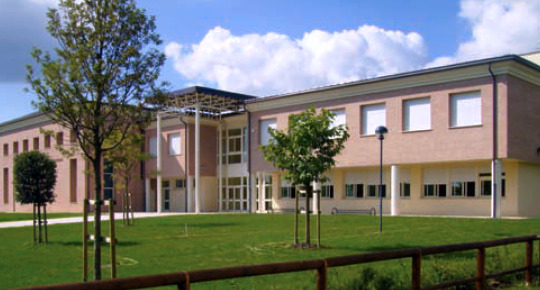
Una scuola primaria a Cesena.

La scuola primaria è nota con il nome di scuola elementare, che era quello ufficiale prima della riforma Moratti. È un'istituzione obbligatoria che rappresenta l'istruzione primaria in Italia. In precedenza era divisa in due cicli, un biennio e un triennio, con un esame finale in quinta elementare per il completamento e l'accesso alle scuole di secondo grado. Con la riforma Moratti venne divisa in 3 cicli, un anno singolo e due bienni, e l'esame finale venne abolito. Durante la storia della scuola primaria si sono succeduti due moduli didattici: quello del maestro unico e quello del modulo didattico. Il maestro unico era in uso sino al 1990 per essere poi abolito aprendo una parentesi di alcuni anni prima di sperimentazione e quindi rimpiazzato con un gruppo di docenti (3 per due classi o 4 per tre classi), ovvero il modulo didattico. Con la riforma Gelmini la figura del maestro unico viene riapprovata. Con il decreto legislativo n.59 del 2004 applicativo della legge Moratti, nasce una nuova figura: il docente tutor: una figura di orientamento, di consulenza, di tutorato per ciascuno studente, al fine di giungere a un grado

### Istruzione secondaria
L'istruzione secondaria in Italia ha una durata di otto anni ed è divisa in due distinti gradi:
- la scuola secondaria di primo grado, detta comunemente come scuola media
- la scuola secondaria di secondo grado, nota anche come scuola superiore (scuola media superiore)

#### Primo grado
La scuola secondaria di primo grado, detta comunemente come scuola media, prima della riforma Moratti scuola media di primo grado o scuola media inferiore, è un'istituzione obbligatoria che rappresenta il primo grado dell'istruzione secondaria in Italia. Vi si accedeva fino al 2003 con la licenza primaria (attualmente abolita). La scuola media inferiore nacque nel 1965 con l'unificazione dei ginnasi (che davano accesso ai licei ed agli istituti tecnici) e delle scuole di avviamento professionale. Da quel momento si è quindi parlato di scuola media unificata. Ha una durata di tre anni, ed è svolta da alunni dagli undici ai quattordici anni di età.
Fornisce una educazione più approfondita rispetto ai temi già studiati durante la scuola primaria (o scuola elementare), con l'aggiunta di almeno una lingua straniera. Il programma di studi è il medesimo per tutti gli istituti e deciso a livello ministeriale. L'orario settimanale della scuola secondaria di primo grado è costituito da due piani settimanali: uno di 30 ore (tempo normale) e uno di 36 ore (tempo prolungato). Solo per l'inglese è stato stabilito un numero fisso di 99 ore annuali (3 ore alla settimana) e per la tecnologia 66 ore annuali (2 ore alla settimana). Le materie studiate sono (in media): Italiano (6 ore settimanali), Storia e Geografia (con Cittadinanza e Costituzione) (3 ore), approfondimento in discipline letterarie (1 ora), Matematica (4 ore), Scienze (2 ore), Tecnologia (2 ore), Lingua inglese (3 ore), Seconda lingua comunitaria (2 ore, generalmente spagnolo, francese o tedesco), Arte e Immagine (2 ore), Musica (2 ore), Scienze motorie e sportive (2 ore), Religione cattolica o attività alternativa (1 ora). Recentemente si sperimenta un corso musicale nel quale vengono scelti gli alunni a numero chiuso con la facoltà di studiare uno strumento musicale per il quale alla fine del ciclo vi è un esame.
Al termine del terzo anno di studio, gli studenti sono soggetti a una prova di esame che permette il proseguimento degli studi al livello superiore.

#### Secondo grado
La scuola secondaria di secondo grado, in precedenza scuola media superiore o scuola superiore, rappresenta il secondo grado del ciclo di istruzione secondaria. Alla scuola secondaria superiore si accede dopo il conseguimento della licenza di scuola media al termine della scuola secondaria di primo grado. Prevede una durata di cinque anni (sebbene alcuni istituti professionali offrano un diploma professionale dopo tre anni). Ogni corso di studi prevede una prova di esame finale, chiamato esame di maturità, necessario per ottenere il diploma e avere accesso all'istruzione universitaria. L'esame si svolge ogni anno tra il mese di giugno e di luglio.
Le scuole secondarie di secondo grado sono suddivise in tre macro gruppi di istituti, a loro volta suddivisi in tipologie e indirizzi:
- licei
- istituti tecnici
- istituti professionali

Tutte le scuole secondarie condividono una formazione di base comune, mentre altri temi sono peculiari degli specifici indirizzi (come per esempio il greco antico nel Liceo classico, l'economia nell'Istituto tecnico economico o la scenografia nel Liceo artistico).

##### Licei
Il liceo consiste in una forma di scuola secondaria di secondo grado col fine di fornire allo studente una buona preparazione a forte valenza culturale, con un'ampia formazione prevalentemente teorica nelle discipline umanistiche (letteratura, storia e filosofia), nelle scienze di base (matematica e fisica) e in alcune materie collegate (arte, informatica, scienze naturali, scienze sociali), potendo così prepararlo per un'eventuale iscrizione all'università o nelle istituzioni di terzo grado, e nei concorsi pubblici per i quali è richiesto il titolo. I licei permettono l'accesso a tutti i corsi universitari e all'istruzione terziaria. Ogni liceo prevede una specializzazione dell'offerta formativa nel proprio campo di interesse.
Il nome di Liceo ricorda il Liceo di Aristotele, fondato nel 336 a.C. dal filosofo greco, il cui nome deriva a sua volta dalla dedica ad Apollo Licio.
Ogni liceo ha una durata di cinque anni, suddivisi in due bienni e nel quinto anno. I sei licei previsti dalla Riforma Gelmini sono i seguenti:
- liceo artistico - percorso comune nel primo biennio, sei percorsi a scelta negli anni rimanenti, orientato verso i temi artistici, sotto un profilo teorico, storico e pratico, tra le materie prevede disegno, scultura, decorazione, grafica, design, audiovisivi ed elementi di architettura
- liceo classico - indirizzo unico dedicato agli studi umanistici, comprende latino, greco antico, italiano, storia e filosofia come temi di studio principali
- liceo linguistico - indirizzo unico con l'accento sullo studio della cultura e lingua moderna straniera, in particolare l'inglese, il francese, lo spagnolo, il tedesco, con una più recente attenzione al russo, all'arabo e al cinese
- liceo musicale e coreutico - due indirizzi spesso connessi ad un conservatorio, dedicati a musica, storia della musica, danza e coreografia
- liceo scientifico - tre indirizzi dedicati agli studi scientifici, condivide una parte del programma con il liceo classico ma è più orientato verso matematica, fisica, chimica, biologia, scienze della terra e informatica
- liceo delle scienze umane - due indirizzi, di recente ideazione, dedicati maggiormente alle scienze umane quali pedagogia, psicologia, antropologia e sociologia. Ha preso il posto del precedente Liceo Sociopsicopedagogico.

Nel corso della storia alcuni licei sono stati introdotti e unificati e altri soppressi, tranne il liceo classico, dove lo studio della lingua straniera è stato esteso dai primi due anni a tutti e cinque.

##### Istituti tecnici
Un istituto tecnico è un tipo di scuola secondaria di secondo grado di stampo tecnico nell'ordinamento italiano. La tecnica, concepita come l'uso logico e appropriato di strumenti per ottenere un risultato date delle premesse, è la caratteristica comune del percorso formativo di un istituto tecnico. Gli istituti tecnici propongono un'ampia istruzione teorica polivalente, con una orientazione verso uno specifico campo di studi (per esempio: economia, scienze sociali, amministrazione, legge, turismo). Si differenziavano inizialmente dall'istituto professionale sia per la durata legale del corso di studi di cinque anni, sia per la preparazione congiunta tra teoria e pratica che garantisce una base tale da consentire l'iscrizione all'università. Con la riforma Gelmini sono stati creati due macrosettori: quello economico e quello tecnologico. Ogni istituto è della durata quinquennale, con un biennio comune e introduttivo e un triennio in cui si affrontano le materie specialistiche date dall'indirizzo preso. L'istruzione è spesso integrata da un periodo di formazione pratico di tre/sei mesi svolto presso aziende, associazioni o università nel corso del quinto e ultimo anno di studi. L'istituto tecnico permette l'accesso a tutti i corsi universitari e all'istruzione terziaria.
Tra gli istituti tecnici vi sono:
- Istituto tecnico economico - dedicato alle scienze economiche e manageriali, offre un'ampia istruzione teorica polivalente orientata specificamente verso l'economia, il diritto, le scienze sociali
- Istituto tecnico tecnologico - dedicato alla tecnologia (elettronica, informatica, meccanica, trasporti), alla storia naturale (chimica e biotecnologie), grafica, costruzioni, geotecnica e settore agroalimentare e tessile.

##### Istituti professionali
Un istituto professionale è un tipo di scuola secondaria di secondo grado che differisce dall'istituto tecnico per indirizzi.
Nel 2015-2016 è stato messo obbligo il conseguimento di una qualifica regionale dopo il 3º anno, è quindi diventato obbligatorio svolgere un esame e successivamente, proseguendo gli studi fino al 5º anno, si consegue un diploma di maturità che dà accesso a tutte le università dell'istruzione terziaria.
A differenza dei licei e più degli istituti tecnici, offre una formazione meno generica e più specializzata, grazie soprattutto alle alternanze scuola-lavoro che vengono svolte dal terzo anno fino al quarto (un tempo era facoltativa l'alternanza in quarta). È strutturato specificamente con l'obiettivo di formare gli aspetti pratico operativi dello studente, per facilitarne l'accesso diretto al mercato del lavoro, offrendo una forma di educazione secondaria orientata ai temi pratici e permette allo studente di immettersi nel mercato del lavoro non appena ha completato gli studi (in alcuni casi anche prima, poiché taluni corsi offrono un diploma professionale dopo soli tre anni anziché cinque). I corsi hanno una particolare specificità rispetto al tema di indirizzo, e tra i settori toccati ci sono la meccanica, l'agricoltura, la gastronomia, l'assistenza tecnica, la carpenteria e così via. Con la riforma Gelmini, dall'anno scolastico 2010/2011 sono stati creati due macro-settori: uno per il settore dei servizi e uno per il settore dell'industria e dell'artigianato.

##### Istruzione e formazione professionale (IeFP)
A fianco degli istituti professionali, di gestione statale, si trovano i percorsi di istruzione e formazione professionale, di gestione regionale. Sono articolati in un triennio, che rilascia una qualifica professionale, e in un eventuale quarto anno, che rilascia un diploma professionale. Successivamente al quarto anno è possibile inserirsi in una classe quinta di un istituto professionale coerente col percorso IeFP per il conseguimento del diploma statale di istruzione professionale, valido anche per l'accesso all'istruzione superiore universitaria. È in generale sempre possibile, come stabilito dal Decreto Ministeriale n. 11 del 7 gennaio 2021, il passaggio tra percorsi statali e regionali.

### Istruzione superiore

#### Università
L'Italia è stata uno dei primi Paesi ad aderire al processo di Bologna, nella quasi totalità delle università, già dall'anno accademico 1999/2000. Il ciclo degli studi all'università è articolato su tre livelli:
1. Laurea triennale  (tre anni)
2. Laurea magistrale (due anni), eventualmente a ciclo unico con la laurea (durata totale di cinque o sei anni)
3. Dottorato di ricerca (tre anni)

Inoltre vi è la possibilità di iscriversi a un corso di laurea magistrale a ciclo unico, con la medesima validità delle lauree magistrali e della durata di cinque o sei anni, che vale per i seguenti corsi di studi, per via dei loro aspetti prevalentemente applicativi:
1. LM-4 Architettura e Ingegneria edile-architettura
2. LM-13 Farmacia e farmacia industriale
3. LMG-01 Giurisprudenza
4. LM-41 Medicina e chirurgia
5. LM-46 Odontoiatria e protesi dentaria
6. LM85bis Scienze della formazione primaria
7. LM-42 Medicina veterinaria
8. LMR-02 Conservazione e restauro[29] dei beni culturali

Gli unici corsi della durata di sei anni sono quelli relativi alla LM-41 e LM-46.
I corsi di Medicina, Odontoiatria, Veterinaria e Architettura/Ingegneria edile-architettura sono ad accesso programmato, ovvero hanno un numero di posti disponibili stabilito prima dell'inizio di un nuovo anno accademico dal Ministero dell'Istruzione, i quali posti vengono assegnati in base ad una graduatoria di punteggio ottenuta dai candidati al test di selezione, che quindi ha, a differenza di altre facoltà, validità vincolante.
Ad eccezione di questi, gli altri corsi di laurea, sia semplice che magistrale, non hanno un numero di posti definito, a meno che la certa università non decida di sbarrare l'accesso con un test d'ingresso il cui punteggio risulti vincolante, con finalità simili a quelle per la facoltà sopra citate.
Inoltre, anche se viene effettuato il test iniziale in una facoltà ad accesso libero, può essere deciso che il risultato ottenuto, se ritenuto non soddisfacente, obblighi lo studente a integrare con degli esami aggiuntivi le eventuali lacune mostrate.
Le scuole di specializzazione, specialmente di area medica, sono ad accesso programmato.
Le università offrono percorsi di alta formazione e professionalizzazione di primo o secondo livello denominati master universitari, che non si configurano come cicli accademici veri e propri pur adottando il medesimo sistema di crediti.
La quasi totalità delle università è di tipo pubblico e finanziata congiuntamente dallo Stato e, in misura sempre maggiore in tempi recenti, dagli studenti tramite le rette universitarie.
L'offerta accademica italiana non è però limitata al solo settore pubblico, vista la presenza di enti universitari privati, la maggior parte dei quali non a scopo di lucro, tra cui si annoverano anche esempi di prestigio internazionale: Università Cattolica, Bocconi, Libera università internazionale degli studi sociali Guido Carli (Luiss), Iulm, San Raffaele, per citarne alcune.
L'università offre la possibilità di carriera universitaria post laurea magistrale o laurea magistrale a ciclo unico iniziando da: cultore in materia, dottorato di ricerca, assegnista di ricerca, ricercatore, docente di II livello, docente di I livello, professore emerito.

#### Alta formazione artistica, musicale e coreutica (AFAM)
Essa indica la formazione fornita dalle Accademie di belle arti, dall'Accademia Nazionale di Danza, dall'Accademia Nazionale d'Arte Drammatica, dagli Istituti Superiori per le Industrie Artistiche (ISIA), e dai Conservatori di musica e gli istituti musicali pareggiati, mentre sono escluse la Scuola nazionale di cinema - centro sperimentale di cinematografia e l'Accademia nazionale del dramma antico.
La legge 21 dicembre 1999, n. 508 istituisce il settore dell'alta formazione artistica, musicale e coreutica (AFAM), parallelo al settore universitario all'interno del sistema italiano di istruzione superiore come anticipato dalla Costituzione italiana all'articolo 33.
La legge 24 dicembre 2012, n. 228 ha stabilito che i diplomi accademici di I livello "sono equipollenti ai titoli di laurea rilasciati dalle università appartenenti alla classe L-3 dei corsi di laurea nelle discipline delle arti figurative, della musica, dello spettacolo e della moda di cui al decreto ministeriale 16 marzo 2007, pubblicato sulla Gazzetta Ufficiale n. 153 del 6 luglio 2007".
La stessa legge ha stabilito che i Diplomi Accademici di II livello cessano di essere sperimentali per diventare ordinamenti e che sono equipollenti alle seguenti classi di Laurea Magistrale:
- Classe LM-12 (Design)
- Classe LM-45 (Musicologia e beni musicali)
- Classe LM-65 (Scienze dello spettacolo e produzione multimediale)
- Classe LM-89 (Storia dell'arte).

L'equiparazione alle lauree magistrali (II livello) è stata prevista per i diplomi del previgente ordinamento dalla legge 228/2012, purché congiunti al titolo finale di una scuola secondaria di secondo grado conseguito entro l'anno 2012; se conseguito successivamente hanno valore di laurea (I livello) ai sensi della 22 novembre 2002, n. 268.

#### Enti di ricerca
Oltre la formazione universitaria si hanno i centri di ricerca nei vari ambiti di studio portati avanti da Università ed altri enti di ricerca che si adoperano nella ricerca scientifica assieme al comparto industriale impegnato in ricerca e sviluppo cui è affidato il progresso scientifico e tecnologico.

### Istruzione degli adulti

#### Centri Provinciali per l’Istruzione degli Adulti (CPIA)
I Centri Provinciali per l’Istruzione degli Adulti (CPIA) sono stati istituiti a partire dall'anno scolastico 2014/2015. Essi ereditano le funzioni precedentemente realizzate dai Centri Territoriali Permanenti (CTP) e dalle Istituzioni scolastiche sede di Corsi serali.
Possono iscriversi 
- Gli adulti, anche stranieri, che non hanno assolto l’obbligo di istruzione e che intendono conseguire il titolo di studio conclusivo del primo ciclo di istruzione;
- Gli adulti, anche stranieri, che sono in possesso del titolo di studio conclusivo del primo ciclo di istruzione e che intendo conseguire titolo di studio conclusivo del secondo ciclo di istruzione;
- Gli adulti stranieri che intendono iscriversi ai Percorsi di alfabetizzazione e apprendimento della lingua italiana;
- I giovani che hanno compiuto i 16 anni di età e che, in possesso del titolo di studio conclusivo del primo ciclo di istruzione, dimostrano di non poter frequentare i corsi diurni.

I corsi di istruzione per adulti dei CPIA, compresi quelli che si svolgono presso gli istituti prevenzione e pena, sono organizzati nei tre percorsi: 
- Percorsi di istruzione di primo livello, suddivisi a sua volta in:
  - Primo periodo didattico (ex scuola Media), erogati dai CPIA, suddivisi in:
  - Secondo periodo didattico (1° biennio superiore, a completamento dell'obbligo di istruzione).
- Percorsi di istruzione di secondo livello (Istituto Tecnico, Professionale e Liceo Artistico), erogati dagli IIS, suddivisi in:
  - Primo periodo didattico (ammissione al 2° biennio superiore),
  - Secondo periodo didattico (ammissione all'ultimo anno superiore),
  - Terzo periodo didattico (acquisizione del diploma).
- Percorsi di alfabetizzazione e apprendimento della lingua italiana, erogati dai CPIA.

## Livelli di istruzione e ritorni occupazionali

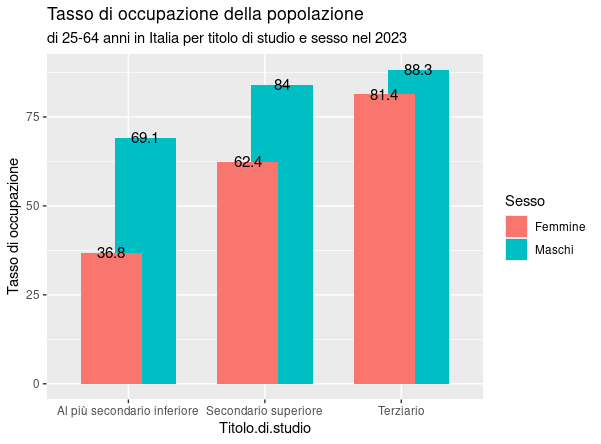
Fonte:[https://www.istat.it/comunicato-stampa/livelli-di-istruzione-e-ritorni-occupazionali-anno-2023/ Istat

L’istruzione rappresenta una variabile cruciale per l’accesso al mercato del lavoro e il miglioramento delle prospettive occupazionali in Italia.
Nel 2023 Il tasso di occupazione tra i laureati di 25-64 anni è stato dell’84,3%, 11 punti superiore rispetto ai diplomati (73,3%) e 30 punti sopra coloro che possiedono solo la licenza media (54,1%).
Tra i giovani laureati (30-34 anni), il tasso di occupazione è salito al 75,4%, sebbene resti inferiore alla media UE del 87,7% .
Quindi investire in un'istruzione universitaria aumenta significativamente le possibilità di trovare un lavoro e, spesso, di accedere a posizioni più qualificate e meglio retribuite.
Il Mezzogiorno continua a mostrare livelli di istruzione e occupazione inferiori rispetto al Centro-Nord:
Il tasso di occupazione dei laureati nel Sud si attesta al 76,4%, quasi 12 punti percentuali sotto i livelli del Nord (88,3%). Le donne, pur essendo mediamente più istruite, subiscono una penalizzazione nel mercato del lavoro: il loro tasso di occupazione totale, indipendentemente dal livello di istruzione, è inferiore di 20 punti rispetto a quello maschile (59,0% contro 79,3%).
I figli di genitori con un basso livello di istruzione hanno maggiori probabilità di abbandonare precocemente gli studi (24%) e minori probabilità di raggiungere il titolo terziario (10%). Al contrario, se almeno un genitore è laureato, questi valori scendono rispettivamente al 2% e al 70%. Quindi il contesto familiare in cui si cresce influisce in modo determinante sul percorso scolastico e, di conseguenza, sulle opportunità lavorative future.

## Controversie
Secondo diverse fonti online, l'istruzione in Italia potrebbe risultare particolarmente stressante. Alcune statistiche arrivano ad affermare che circa tre studenti su quattro soffrano di stress per colpa della scuola e che circa il 15% degli studenti universitari italiani abbiano ricevuto una diagnosi di disturbi mentali.
Da ciò sono state mosse alcune critiche riguardo: 
- l'efficacia dei compiti a casa sulla preparazione degli studenti, per cui sono state avanzate corrispondenti proposte sull'abolizione di essi;[37][38]
- l'incidenza della qualità dell'istruzione sulla salute psicofisica, tema affrontato da alcuni pedagogisti[39] che hanno rilevato che i compiti a casa possono essere associati a depressione e disturbi del sonno;[40][41][42]
- riduzione del tempo per coltivare le attività extrascolastiche, con conseguente impatto sociale;[43]
- il fenomeno dell'abbandono scolastico in Italia che, secondo alcuni dati, risulta piuttosto esteso a causa del mancato sostegno da parte degli insegnanti.[44] L'Italia risulta essere al quinto posto in Europa per gli abbandoni scolastici, con un tasso del 10,5%.[45][46][47][48][49][50][51]
- la qualità dell'istruzione italiana rispetto ad altri Paesi, argomento trattato all'estero e che vedrebbe il sistema scolastico in Italia come tossico e antiquato e con enormi differenze in confronto al resto dell'Europa.[52][53]

Secondo delle indagini condotte dalla OCSE, in Italia ci sarebbero degli investimenti troppo bassi sull'istruzione e gli insegnanti sarebbero sottopagati. L'Organizzazione mondiale della sanità ha espresso preoccupazioni riguardo la salute mentale degli studenti italiani, affermando che risultano essere tra i più stressati d'Europa per via dell'eccessiva pressione scolastica.

## Normativa di riferimento
- Decreto legislativo 16 aprile 1994, n. 297 - Testo unico delle disposizioni legislative in materia di istruzione
- DPR 24 giugno 1998, n. 249 - Regolamento recante lo statuto delle studentesse e degli studenti della scuola secondaria